# Владан Елесин
Владан Елесин (Нови Сад, 12. децембра 1995) српски је фудбалски голман који тренутно наступа за РФК Нови Сад.